# I Forgot to Remember to Forget
I Forgot to Remember to Forget è una canzone country scritta da Stan Kesler e Charlie Feathers. Fu registrata alla Sun Studio l'11 luglio 1955 da Elvis Presley, Scotty Moore, Bill Black, e Johnny Bernero alla batteria, e pubblicata il 20 agosto 1955 nel singolo Mystery Train/I Forgot to Remember to Forget (Sun 223).
In seguito fu ripubblicata dalla RCA Victor (#47-6357) nel dicembre 1955.
La canzone raggiunse il numero uno della classifica nazionale Billboard nella country music nel febbraio 1956, e rimase in vetta per 5 settimane. Fu il primo singolo che rese Elvis Presley una star nazionale della musica country.
La canzone rimase in classifica per 39 settimane.
Il lato A di questo singolo era il brano Mystery Train, che raggiunse la posizione numero 11 della classifica nazionale Billboard Country Chart.
Jerry Lee Lewis registrò questa canzone nel 1957 e poi negli anni '60. Johnny Cash ne fece una reinterpretazione nell'album The Survivors Live del 1981. Anche il compositore Charlie Feathers ne fece una cover.
Forse la reinterpretazione più importante fu quella dei Beatles cantata in occasione di uno show alla radio per la BBC, From Us To You, il 1º maggio 1964. Il brano fu incluso nell'album del 1994 Live at the BBC.
Bob Dylan registrò il brano durante le mitiche sessioni con The Band per i Basement Tapesnel 1967. Il brano fu poi incluso nell'album The Bootleg Series Vol. 11: The Basement Tapes Complete pubblicato nel 2014.